# Елена Божић Талијан
Елена Божић-Талијан (7. септембар 1970. године) српска је политичарка, бивши генерални секретар Српске радикалне странке. Била је народни посланик у Скупштини Србије али је због обавеза у генералном секретаријату странке поднела оставку на место посланика и препустила место Немањи Шаровићу.
Након оставке Александра Вучића, изабрана је на функцију генералног секретара 20. септембра 2008. године, на предлог Војислава Шешеља, а одлуком Централне отаџбинске управе. 11. маја 2012. године је поднела оставку а на њено место је изабрана докторка Ана Симоновић.
Елена Божић-Талијан је и главни и одговорни уредник радикалских новина (Велика Србија). До сада је издала 3.000 бројева тих новина које су подељене у више милиона примерака док је она била главни и одговорни уредник.
Пре политичког ангажовања, била је новинар Радио Новости.